# Solanus Hermann
Solanus Hermann OSB (* 19. Mai 1909 in Thal als Rudolf Hermann; † 13. Dezember 1950 im Lager Manpo, Nordkorea) war ein Missionsbenediktiner der Abtei Tŏkwon. Er wird in der römisch-katholischen Kirche als Märtyrer angesehen.

## Leben
Rudolf Hermann arbeitete zunächst in der Landwirtschaft und absolvierte dann von 1923 bis 1926 eine Lehre als Maler und Lackierer. Im Februar 1931 bat er in Sankt Ottilien um Aufnahme. Am 11. Oktober 1936 wurde er nach Tŏkwon ausgesandt, wo er im Bauhandwerk arbeitete.
Nachdem 1949 das Kloster Tŏkwon durch die nordkoreanische Geheimpolizei aufgelöst worden war, wurde er mit seinen Mitbrüdern unter meist erbärmlichen Bedingungen in verschiedenen Lagern und Gefängnissen interniert. Er starb am Morgen des 13. Dezember 1950 im Konzentrationslager Manpo an Hunger, Kälte und Entkräftung.

## Seligsprechung
Der Seligsprechungsprozess durch die Katholische Kirche wurde im Mai 2007 eingeleitet.
Die katholische Kirche hat Bruder Solanus als Blutzeugen in das deutsche Martyrologium des 20. Jahrhunderts aufgenommen.